# Capra caucasica
El tur del Cáucaso occidental (Capra caucasica) es una especie de mamífero artiodáctilo de la familia Bovidae.
Los machos son más grandes que las hembras, pesando aproximadamente entre 65 a 100 kg y midiendo de 1,5 m. a 1,65 m de largo. Los cascos son grandes y las patas cortas, su barba es larga, estrecha y prominente, en verano, su pelaje es de color amarillo bronceado, claro en dorso y flancos, más oscuro en la cabeza, muy oscuro en la cola y la parte inferior de las piernas, sucio y blanco en el vientre. En invierno, la capa es más pesada y gruesa, variando de grisáceo a marrón amarillento, con una banda oscura dorsal. Los cuernos son similares a las de una cabra montés, pero más pesados y relativamente cortos. Los cuernos de los machos miden hasta 75 cm, forman un V amplia; sus puntas miran hacia adentro, los de las hembras son más pequeños, cortos y finos, y ligeramente curvados.
Animal diurno, vive entre los 800 y 4.000 m de altura. Solo un 10% de su hábitat permanece intacto. Probablemente solo queden menos de 10 000 ejemplares en su hábitat natural, mientras que en cautiverio solo haya 149 ejemplares.